# レオン・ロム
レオン・オーギュスト・テオフィル・ロム（Léon Auguste Théophile Rom、1859年4月2日 - 1924年1月30日）は、ベルギーの軍人で、19世紀後半に統治されたコンゴ自由国の植民地政府の役人である。

## 経歴
1859年、ベルギーのモンスの貧しい家庭に生まれ、16歳でベルギー陸軍に入隊した。その後、税関職員を経て、1886年、数百人の白人の一人として、ベルギーからコンゴ自由国に渡った 。
昇進を重ねていくうちに、スタンレー・フォールズ（現在のボヨマ・フォールズ）の駐屯地を指揮し、最終的にマタディの地区長官に昇進した。その後、植民地軍である公安軍に移り、大尉を務めた。コンゴ・アラブ戦争（1892年～94年）では、アラブ人の拠点に自ら出向いて交渉して降伏させるなど、その功績が高く評価された 。退役後は、コンゴ中央部にあるカサイ社の役人として活躍した。
ロムが最も有名になったのは、スタンレー・フォールズでの残虐行為の疑惑である。白人宣教師の報告によると、ロムは21人の切断されたコンゴ人の頭部を自宅の花壇に飾っていたという。それに加えて、彼は自分の駐屯地に絞首台を常設していたとも言われている。しかし、文学者のピーター・エドガーリー・フィルチョウが主張したように、当時の中央アフリカ社会では、生首を飾ることは珍しいことではなかった。
Hideous, symbolic, and even real as all this is, this [act]...must nevertheless also be viewed and interpreted from the perspective of Central African tribal customs. For in terms of the Congo at the close of the nineteenth century, what Kurtz did (and Rom after him) was entirely in the bounds of privilege accorded to tribal chiefs.

## 作品中の人物との関連性
1899年に発表されたジョゼフ・コンラッドの小説『闇の奥』に登場する象牙商人・クルツは、ロムから着想を得たものだと言われている。この主張をした人々の中には、アダム・ホックシールドが『レオポルド王の霊』の中で、ロムとコンラッドは1890年に出会ったのではないかと主張している。他の学者はこれを否定している。
ロムは2016年に公開された映画『ターザン:REBORN』で主な敵役として登場し、オーストリア人俳優クリストフ・ヴァルツが演じている。